# Veleta
Pour les articles homonymes, voir Veleta (homonymie).
Le Veleta (espagnol : El Veleta) est le troisième plus haut sommet de la péninsule Ibérique, et le deuxième de la sierra Nevada, chaîne située dans le Sud de l'Espagne. Son altitude est de 3 396 m.

## Géographie

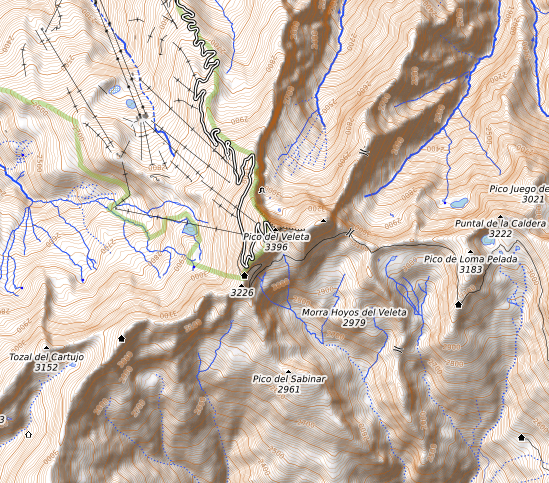
Carte topographique du Veleta.

La face nord de ce pic porte des neiges éternelles. Dans une zone ombragée appelée Corral del Veleta, existe une zone de permafrost qui remonte à la glaciation du Pléistocène dans la région. Cependant, le dernier glacier actif a terminé de fondre en 1913. Par la suite, le glacier du Calderone, sous le Gran Sasso dans les Apennins, a un temps prétendu au titre de glacier le plus méridional d'Europe.
Sa silhouette en forme de bougie est caractéristique. Elle peut être observée depuis Grenade, ce qui fait du Veleta l'un des sommets les plus photographiés du monde. Ses flancs hébergent la station de ski de la Sierra Nevada, entre 2 100 m et presque le sommet du Veleta. Tout près du pic est également située une route d'accès qui peut être considérée comme la plus haute route goudronnée d'Europe, à 3 367 m.

## Cyclisme
Bien qu'aucune route goudronnée d'Espagne, de France ou d'Italie ne soit plus haute que la route d'accès au Veleta, à 3 367 mètres d'altitude, le Tour d'Espagne n'est jamais monté au sommet. Au-dessus de Pradollano où l'arrivée a déjà été jugée, son accès est réglementé pour les véhicules à moteur au-delà du kiosque-bar de Hoya de la Mora, vers 2 500 m, et le revêtement est en mauvais état. Le plus haut passage pour une course cycliste professionnelle en Europe reste donc la cime de la Bonette, dans les Alpes du Sud, en France. De plus, en 2006 et en 2013, la Vuelta est passée par le col de El Purche (1 495 mètres d'altitude) situé à 500 mètres environ de la jonction entre les deux routes d'accès au Veleta, à 30 kilomètres du sommet.
La première route, au départ de Monachil, est longue de 46,6 km pour un dénivelé de 2 662 mètres, soit une pente moyenne de 5,7 %. La seconde, au départ de Grenade, est longue de 43 km pour un dénivelé de 2 700 mètres, soit une pente moyenne de 6,2 %.

## Astronomie
Un radiotélescope se trouve sur une échine du Veleta, la Loma de Dilar, à une altitude de 2 850 m.